# 薇罗妮卡·施密特
薇罗妮卡·施密特（德語：Veronika Schmidt，1952年8月24日—），德国女子越野滑雪运动员。她曾代表东德参加1976年和1980年冬季奥林匹克运动会越野滑雪比赛，获得一枚金牌和一枚铜牌。